# Archetype (model)

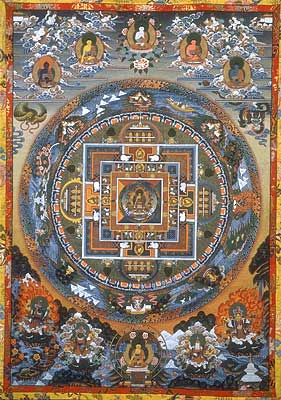
De mandala, door Carl Gustav Jung het archetype van de totaliteit of heelheid genoemd

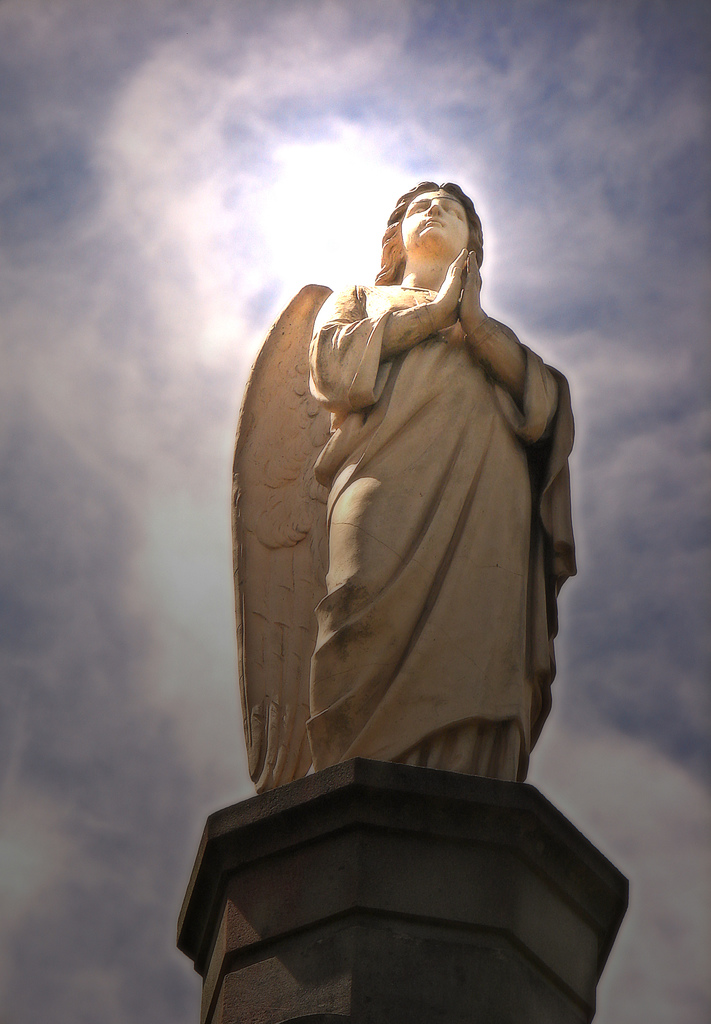
Engel als archetypisch symbool

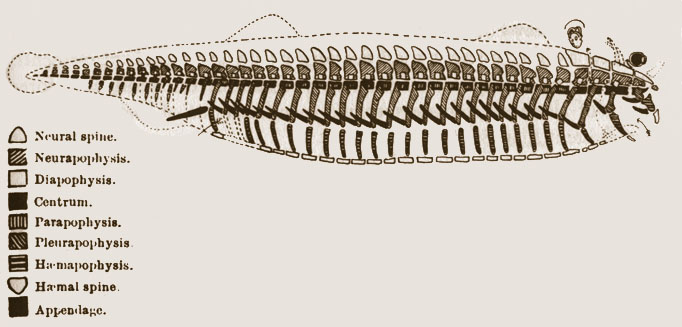
Het gewervelde archetype van Richard Owen

Een archetype (Grieks: αρχη, begin, bron) is een geïdealiseerd oermodel dat ten grondslag ligt aan latere varianten. Personificaties, objecten of concepten uit de culturele traditie, (drama, de literatuur, de mythologie, religie) of zelfs de geschiedenis (helden) kunnen dienen als archetype. Ook zijn er archetypische steden: Venetië als de ultieme waterstad of Parijs als de ultieme metropool.

## Filosofie
In de filosofie duikt het archetype na een lange tijd weer op bij Descartes, John Locke en Immanuel Kant. Het begin van Kants kritische periode wordt gedateerd op het moment dat hij in februari 1772 zijn vriend Marcus Herz een brief stuurde waarin het onderscheid tussen de intellectus ectypus en de intellectus archetypus gemaakt werd. Het zijn de twee soorten intellect zoals, volgens Kant, de mens zich het eigen verstand voor kan stellen. Het eerste beschouwt de dingen als waren het de kopieën of afdrukken van de werkelijkheid zelve, terwijl de 'intellectus archetypus de dingen beschouwt als de Platoonse ideeën, de oerbeelden die het rationele verstand vullen (de dingen van de intellectus ectypus vullen in deze voorstelling dan het empirische verstand). Waar het in de filosofie gaat om de vraag hoe kunnen zaken waarvan gemeend wordt dat die gekend zijn eigenlijk gekend worden, is het dus van het grootste belang te weten in welk soort verstand die zaken eigenlijk gesitueerd worden, in het platonische (archetypische) of in het empirische (ectypische) verstand.

## Jungiaanse archetypen
Carl Gustav Jung heeft het archetype gebruikt als onderdeel van zijn analytische psychologie. In dit psychologisch kader zijn archetypen aangeboren mogelijkheden waardoor beelden de neiging hebben zich op eenzelfde manier te ontwikkelen. Het zijn onbewuste, universele ideeënpatronen. Zij komen niet alleen in mythen en andere universele verhalen zoals sprookjes tot uitdrukking, maar ook in dromen. Jungs ontwikkelingspsychologie gaat dus niet uit van de psyche als tabula rasa, wat de meeste dieptepsychologen van zijn tijd wel deden.
Archetypen worden los van de menselijk wil geactiveerd, vaak als compensatie van een te eenzijdige psychische activiteit. Het is echter niet het beeld of de uitdrukking zelf die het archetype uitmaakt: het is een geheel van psychische energie, een soort knooppunt in de psyche, dat verbonden is met het collectief onbewuste, waardoor een concrete invulling vanuit het onbewuste überhaupt mogelijk wordt.
Net zoals het lichaam bij de geboorte eenzelfde basisvorm vertoont, is ook de psyche op een bepaalde wijze gestructureerd. De gemeenschappelijke structuren van het collectieve onbewuste, de archetypen, zijn als het ware ingegroefd in de psyche door de gelijkaardige ervaringen van alle mensen van alle tijden. Zoals de instincten de dieren aanzetten tot een gelijkaardig automatisch gedrag, zo worden mensen door de zogenaamde archetypen gedreven tot een automatisch gedachten- en gevoelspatroon. Zo zijn er onder andere de Moeder, het Kind, archetypen die meegedragen worden omdat mensen van alle tijden te maken gehad hebben met moeders en kinderen. In intensiteit van ervaring overstijgt het archetype echter de reële moeder. Archetypen zijn als het ware lege matrijzen die pas vlees en bloed worden als ze opgeroepen worden en vervolgens buiten de eigen psyche geprojecteerd. Zo kunnen bepaalde mensen, plaatsen, situaties, geuren net dat iets hebben dat het archetype wakker maakt. De hoofdfiguren in film en media zijn waarschijnlijk in staat om bij vele mensen een bepaald archetype aan te raken en juist daardoor zo aantrekkelijk of afschrikwekkend.
Het archetype schenkt aan de persoon op wie het geprojecteerd wordt steeds een bovennatuurlijke glans. Deze glans betovert doordat ze iets aantrekkelijk, fascinerend heeft én tegelijkertijd iets afschrikwekkend en zelfs angstaanjagend. Dit dubbelzinnige effect van het archetype en zijn onbewuste werking maken dat een archetypische projectie in staat is om mensen te binden. Het vernietigende charisma van sommige leiderstypes en het verslavende karakter van bepaalde verliefdheden kunnen van hieruit verklaard worden.
Er zijn veel misverstanden over het idee van de archetypen van Jung. Zo wordt vaak over oerbeelden gesproken maar Jung heeft deze term alleen in zijn eerdere werk gebruikt. Later nam hij afstand van deze term en sprak hij alleen nog over archetypen. Ook denkt men vaak dat het volledig ontwikkelde geestesbeelden zijn die men overerft. Maar die latente beelden, vormen zonder inhoud, worden persoonlijk ingevuld: zo zal het voorgevormde, archetypische beeld van de moeder zich bij een kind ontwikkelen tot een definitief beeld door de verschijning en het gedrag van de echte moeder. Jung schrijft in zijn herinneringen, naar aanleiding van zijn bijna-doodervaring in 1944, dat een mens, die wérkelijk in zijn oergestalte verschijnt, los is van zijn incarnatie(s) en dús stervende is.
Bij een archetype  daarentegen bestaat steeds de mogelijkheid tot het vormen van eenzelfde typen beelden. Jung schrijft ook dat het archetype an sich niet bestaat. Het is slechts een soort blauwdruk uit het collectief onderbewuste, die al naargelang tijd, plaats en cultuur verschillend wordt ingevuld en toch steeds herkenbaar blijft.
Een groep met een archetype verbonden herinneringen wordt door Jung een complex genoemd, bijvoorbeeld het moedercomplex dat verbonden is met het moederarchetype. Jung vergeleek de rol van archetypen in de psyche met de functie van organen in het lichaam. Beide zijn volgens hem door evolutie ontstaan.

### Vijf belangrijke archetypen volgens Jung
- De Persona: de façade die een mens aan de buitenwereld toont, komt niet overeen met zijn ware ik;
- De Schaduw: de duistere kant van het onbewuste;
- De Anima (vrouwelijk deel van de psyche): dit is bij beide geslachten aanwezig, maar vormt voor mannen de onbewuste tegenpool;
- De Animus (mannelijk deel van de psyche): dit is bij beide geslachten aanwezig, maar vormt bij vrouwen de onbewuste tegenpool;
- Het Zelf: geïndividueerd persoon, totale persoonlijkheid.

### Symbolen uit het onbewuste volgens Jung
- Het Kind, bijvoorbeeld Harry Potter, Kruimeltje, Wiske.
- De Held, bijvoorbeeld Herakles, Siegfried, Theseus, David, Beowulf, Batman, Asterix, Kuifje, Luke Skywalker
- De Grote Moeder, de goede moeder, of de vernietigster. Voorbeelden:
  - Goede moeder: Gaia, Maria, Hera, Demeter, Isis, Devi.
  - Vernietigende moeder: Astarte, Hekate, Artemis, Circe, Kali, Sekhmet.
- De Wijze Oude Man, bijvoorbeeld Mozes, Confucius, Laozi, Gandalf, de Paus, Sint Nicolaas, Perkamentus, Obi-Wan Kenobi
- De Oplichter, bijvoorbeeld Reinaart de Vos, Tijl Uilenspiegel, Felix Krüll, Hermes, Loki.
- De Puer Aeternus, Latijn voor eeuwige jongeling, bijvoorbeeld Narcissus, Adonis, Peter Pan.
- De Schone Maagd, bijvoorbeeld Maria, Hebe, Jeanne d'Arc, de heilige Sophia, Persephone.
- De Syzygy, goddelijk koppel, bijvoorbeeld Janus, Hermaphroditus en Aion.

## Retoriek
In de politieke retoriek worden bij het gebruik van beeldspraak als debattechniek soms ook archetypen ingezet. Zo gebruikte bijvoorbeeld Barack Obama in zijn speeches tijdens verkiezingsrondes Joe the Plumber als rolmodel en Geert Wilders Henk en Ingrid.